# 전준혁
전준혁(2003년 7월 22일 ~ )은 대한민국의 배우이다.

## 학력
- 2010년 서울신상도초등학교(전학) → 인천간재울초등학교 졸업
- 2016년 백석중학교 졸업

## 사는 곳
어린 시절에는 서울특별시 동작구 상도동에 살았으나 지금(2014년 기준)은 인천광역시 서구 검암동에 살고 있다고 전해진다.

## 출연 작품
- 2007년 ~ 2012년 KBS1 《산너머 남촌에는 1》 ... 한보람 역
- 2011년 MBC 《최고의 사랑》 ... 구형규의 친구 역
- 2011년 ~ 2012년 JTBC 《인수대비》 ... 어린 진성대군 역 (백승도 아역)
- 2012년 MBC 《신들의 만찬》 ... 어린 하인우 역 (진태현 아역)
- 2013년 JTBC 《궁중잔혹사 - 꽃들의 전쟁》 ... 경선군 역
- 2013년 KBS2 《굿 닥터》 ... 박시덕 역
- 2013년 ~ 2014년 MBC 《황금 무지개》 ... 어린 김만원 역 (이재윤 아역)
- 2014년 JTBC 《우리가 사랑할 수 있을까》 ... 한태극 역
- 2014년 KBS2 《트로트의 연인》  ... 아픈 할머니를 대신해 해산물을 팔러나온 아이 역 (특별출연)
- 2014년 MBC 《마마》 ...김한세 역
- 2017년 《군함도》 ... 복진 일행 역